# Cott
Cott Corporation (рус. Котт, TSX: BCB NYSE: COT) — канадское предприятие, занимающееся производством безалкогольных напитков. Один из лидеров на рынке газированных безалкогольных напитков в Канаде, США, Мексике, Соединённом королевстве и всей Европе. Кроме производства различных марок напитков для розничных торговцев, Cott имеет также широкий и растущий ассортимент собственных торговых марок безалкогольных напитков: Cott, RC (за пределами Северной Америки), Ben Shaws, Stars & Stripes, Vintage и Vess. Недавно Cott расширил свою продуктовую линейку на готовый к употреблению чай, газированную и ароматизированную воду, спортивные, тонизирующие, соковые напитки и фруктовые пюре. Эти новые продукты выпускаются под торговыми марками Orient Emporium, GL-7, Red Rain Energy и After Shock Energy.